# Haydar Yavuz
Haydar Yavuz (5 settembre 1994) è un lottatore turco, specializzato nella lotta libera.

## Biografia
Ai campionati europei di Roma 2020 ha vinto la medaglia di bronzo nel torneo dei 70 chilogrammi.

## Palmarès
- Europei

Roma 2020: bronzo nei 70 kg.
- Europei U23

Szombathely 2017: argento nei 65 kg.

## Altre competizioni internazionali
2020
- Argento nei 70 kg nella Coppa del mondo individuale ( Belgrado)